# Petra A. Bauer
Petra A. Bauer, Pseudonym Katarina Andersson-Wallin, (* 5. Mai 1964 in Berlin) ist freie Autorin im Bereich Krimi, Kinder- und Jugendbuch. Ferner verfasst sie Ratgeberliteratur zu den Themen Kinder und Familie.

## Leben
Petra A. Bauer ist in Berlin-Heiligensee aufgewachsen, wo sie noch heute mit ihrem Mann und den gemeinsamen vier Kindern lebt.
Ursprünglich Diplom-Ingenieurin für Stadt- und Regionalplanung, begann sie im Jahr 1999 mit dem Schreiben. Sie verfasst Features und Reportagen für Familienmagazine, Glossen, Ratgeber, Radiogeschichten, Kinder- und Jugendbücher sowie Regionalkrimis, die in Berlin oder Brandenburg spielen. Unter dem Pseudonym Katarina Andersson-Wallin veröffentlicht sie seit 2023 im Eigenverlag Liebesromane, die in Schweden spielen.
Petra A. Bauer ist Mitglied bei DELIA, der Vereinigung deutschsprachiger Liebesromanautorinnen und -autoren.

## Publikationen
Romane
- Wer zuletzt lacht, lebt noch. Ein Berlin-Krimi. Mitteldeutscher Verlag, Halle (Saale) 2006, ISBN 3-89812-355-3.
- Midsummer Love – Midsommerliebe. Langenscheidt, Berlin 2007, ISBN 978-3-468-44131-8.
- Mehr Mystery Stories. Rätselkurzgeschichten. Gondrom 2008, ISBN 3-8112-3191-X.
- Unschuldsengel. Kommissar Kappes neunter Fall. Es geschah in Berlin 1926. Jaron Verlag, Berlin 2009, ISBN 978-3-89773-602-3.
- Kunstmord. Der 11. Kappe Fall. Es geschah in Berlin 1930. Jaron Verlag, Berlin 2013, ISBN 978-3-89773-642-9.

Kinderbücher
- Bauer Claus bleibt heut zu Haus. Coppenrath, Münster 2004.
- Gute Nacht, hab ich gesagt! Coppenrath, Münster 2004.

Kinderkrimis
- An Exciting Cruise – Eine aufregende Kreuzfahrt. Bd. 1. Langenscheidt, Berlin 2007, ISBN 978-3-468-20446-3.
- Pirates of Plymouth – Piraten von Plymouth. Bd. 2. Langenscheidt, Berlin 2008, ISBN 978-3-468-20532-3.

Mädchenromane
- San Francisco Love Affair – Verliebt in San Francisco. Bd. 1 (deutsch/englisch) Langenscheidt, Berlin 2007, ISBN 978-3-468-20479-1.
- Heart of Glass – Herz aus Glas. Bd. 2 (deutsch/englisch) Langenscheidt, Berlin 2008, ISBN 978-3-468-20487-6.
- A Heart in New York – Ein Herz in New York Bd. 3 (deutsch/englisch) Langenscheidt, Berlin 2009, ISBN 978-3-468-20497-5.

Rundfunk
- Vom Baumhaus ohne Baum, Folge in der Reihe Ohrenbär, RBB.

Sachbücher
- Karina Matejcek: Mama im Job. Familie managen, Karriere gestalten, Alltag organisieren. Redline Wirtschaft bei Ueberreuter, Frankfurt 2004, ISBN 3-8323-1062-2.
- Mission: Klimaschutz. Kinderbroschüre. Kinder Medienverlag, 2008.
- Photovoltaik: Strom durch Sonnenlicht. Kinderbroschüre. Kinder Medienverlag, 2008.

als Katarina Andersson-Wallin
- Mittsommer-Romanze. lion23book.de 2023, ISBN 978-3-94809-128-6.
- Lussekatter Tage. lion23book.de 2023, ISBN 978-3-94809-127-9.